# Leges Clodiae
Les Leges Clodiae van ser unes lleis aprovades per diversos plebiscits proposats per Publi Clodi Pulcre quan era tribú de la plebs l'any 58 aC.
Les principals eren:
- Lex Clodia de auspiciis. Establia la prohibició dels magistrats de dissoldre els comicis tribunats al·legant que els auspicis eren desfavorables.
- Lex Clodia de censoribus. La llei prohibia als censors preterir en la llista i cobrir d'ignomínia als senadors, sense que haguessin tingut una acusació formal i haguessin estat condemnats.
- Lex Clodia de civibus romanis interemptis. Ordenava que fos imposada la interdicció de l'aigua i del foc a tot aquell que hagués fet executar un ciutadà sense sentència en ferm
- Lex Clodia frumentaria. Va establir que el gra, fins llavors venut als pobres a baix preu, seria regalat en endavant.
- Lex Clodia de sodalitatibus. Va restablir els gremis (soldalitia) d'artesans que havien estat instituïts per Numa Pompili i després abolits per lleis i senatusconsultums.
- Lex Clodia de Libertinorum Suffragiis.[2]
- Lex Clodia de rege ptolemaeo et de exsulibus byzantinis. Establia la conversió del regne de Xipre en província romana.